# W23 (核砲弾)
W23は、アメリカ合衆国が開発した核砲弾。アメリカ海軍向けの核兵器であり、アイオワ級戦艦の16インチ艦砲向けに開発された。
アメリカ陸軍向けのW19 280mmm核砲弾を16インチ砲 (406mm) に適応させたものである。アメリカ海軍の艦砲向け核砲弾として唯一のものである。既存の16インチ砲弾であるHC Mk13榴弾の弾殻を用い、その内部にW19同等の核弾頭部を搭載した。1952年から開発が開始され、1956年10月から生産開始、50発が生産された。部隊配備は1962年10月まで行われている。
ガンバレル型の核分裂弾頭であり、核物質には高濃縮ウラン (HEU) を用いている。サイズは直径16インチ、長さ64インチ、重量1,900ポンド。核出力は15-20kt。信管は時限式であり、空中爆発を行うようになっていた。なお、砲からの実弾発射試験は行われていない。